# ذكير رحمن لخفي
ذكير رحمن لخفي (مواليد 30 ديسمبر 1960) مقاتل باكستاني وأحد مؤسسي لشكر طيبة. هو أحد المشاركين الرئيسيين في هجمات مومباي عام 2008، وهو مدرج في قائمة المطلوبين في الهند. في يناير 2021، اعتقلته السلطات الباكستانية وحُكم عليه بالسجن لمدة خمس سنوات.
تخرج من الجامعة المحمدية في جوجرانوالا، مدرسة أهل الحديث، وقد اعتبره أمير حمزة - أحد مؤسسي جماعة لشكر طيبة - مهندس السلفية الجهادية في باكستان. وقد دبر هجمات في أفغانستان والشيشان والبوسنة والعراق وجنوب شرق آسيا ويشار إليه من قبل المتدربين باسم تشاتشو أو العم.

## سيرته
ولد في 30 ديسمبر 1960 في مقاطعة أوكارا في البنجاب، باكستان.والدته هي أخت مولانا معين الدين لخفي، وهي باحثة وقائدة في أهل الحديث وتوفيت في عام 2011 عن 93 عامًا.
في عام 1982، شارك في الجهاد الأفغاني، وأصبح في النهاية قائد جيش لشكر طيبة.
في عام 1999، في تجمع سنوي لمدة ثلاثة أيام عُقد في موريدكي، أوضح سبب قيام فرق فدائية في أعقاب حرب الكارجيل، فقال: «بعد الانسحاب الباكستاني من كارجيل وبيان نواز - كلينتون في واشنطن، كان من المهم لرفع الروح المعنوية للشعب الكشميري، وبدأت مهمات الفدايين هذه لتعليم الهند درسًا حيث كانوا يحتفلون بعد حرب الكارجيل.» وقال إن الهدف التالي سيكون نيودلهي.
في عام 2006 طلب من أعضاء لشكر طيبة البدء في تدريب النشطاء على التفجيرات الانتحارية. يزعم المسؤولون الهنود أن كان مشرفًا على تفجير عام 2006 لشبكة السكك الحديدية في مومباي والذي أسفر عن مقتل أكثر من 200 شخص وإصابة 700 آخرين.